# لا چونگا
لا چونگا (انگلیسی: La Chunga; Did not recognize date.  Try slightly modifying the date in the first parameter. – ۳ ژانویه ۲۰۲۵ (۸۷ سال)) رقصنده فلامنکو و نقاش اسپانیایی است که به خاطر سبک منحصربه‌فرد، انرژی بالا و بداهه‌پردازی‌های خلاقانه‌اش در دنیای فلامنکو شناخته می‌شود. او یکی از برجسته‌ترین اجراکنندگان این هنر در قرن بیستم محسوب می‌شود.

## اوایل زندگی و آموزش
لا چونگا با نام اصلی آنتونیا سانتیاگو آمادور در مورسیا، اسپانیا به دنیا آمد و از سنین کودکی به رقص فلامنکو علاقه نشان داد. او بدون آموزش رسمی و به صورت خودآموخته رقصیدن را یادگرفت، که باعث شد سبک منحصربه‌فردی در اجراهایش داشته باشد.

## دوران حرفه‌ای
لا چونگا در دهه ۱۹۵۰ به شهرت رسید و اجراهای او مورد تحسین تماشاگران و منتقدان قرار گرفت. او با بسیاری از هنرمندان سرشناس فلامنکو و نوازندگان همکاری داشت و در تئاتر و سینما نیز ظاهر شد. یکی از ویژگی‌های برجستهٔ او، رقص با پای برهنه بود که به امضای هنری‌اش تبدیل شد.

## موفقیت‌ها و افتخارات
- همکاری با بزرگان موسیقی فلامنکو و اجرای بین‌المللی
- حضور در فیلم‌ها و برنامه‌های تلویزیونی که هنر فلامنکو را به مخاطبان جهانی معرفی کرد
- شناخته‌شدن به عنوان یکی از بهترین رقصنده‌های فلامنکو در تاریخ این هنر

## سال‌های پایانی و میراث
لا چونگا علاوه بر رقص، به نقاشی نیز علاقه‌مند بود و آثار هنری او به نمایش گذاشته شده‌اند. او همچنان به عنوان یکی از تأثیرگذارترین شخصیت‌های فرهنگ اسپانیایی شناخته می‌شود و سبک بداهه و احساسی‌اش الهام‌بخش نسل‌های جدیدی از رقصندگان فلامنکو بوده است.